# Slips
Slipset er et aflangt stykke stof, der bindes om halsen om skjortekraven i en knude. Varianter af slipset inkluderer ascot, butterfly, boloslips og cip-on slips. Både det moderne slips, butterfly og ascot stammer fra kravatten og kravatten stammer fra Kroatien. Det franske kongehus var de første europære, der adopterede kravatten/kroaten til sig, da en gruppe kroatiske soldater kom til Frankrig som lejesoldater.
Halsbind i stil med det moderne slips kan også ses på Trajansøjlen i Rom og terrakottahærens soldater i Kina. Slipsets nutidige form er fra omkring 1925.
Slips er generelt ikke i en specifik størrelse, men de kan være i forskellige længder. I nogle kulturer bærer mænd og drenge slips som en del af deres dagligdags tøj eller formelt tøj. Nogle kvinder bruger ligeledes slips, men dette er mindre sædvanligt og langt fra så almindeligt som for mænd. Slips kan også blive båret som en del af en uniform (militær, skole eller arbejdsuniform), mens andre bruger det som en del af deres helt almindelige beklædning. Slips bliver normalt båret med en skjorte med den øverste knap lukket, og slipset mellem kravens hjørner. Blandt mænd bruges slips nogle gange som en del af en afslappet beklædning med en løs knude om halsen, og uden at knappe den øverste knap i skjorten.
Slipset er i reglen foret med lærred eller en anden dug. Man binder slipset i en knude, så slipsets forblad når bukselinningen, og man bærer normalt slipset med en habitjakke eller sportsjakke. Materialet er almindeligvis silke, men slips i uld, hørlærred, bomuld eller læder findes også.  
Slips har mønstre som striber, tern eller små figurer. De kan enten væves ind i stoffet eller trykkes på. Overfladen får tekstur af materiales finhed og væveformer, for eksempel grenadine. Blå slips er mest udbredt i forretningsverdenen.
Et slips kan holdes ind til skjorten af en slipsenål eller en slipsekæde.

## Historie

### Oprindelse
Slipset, som det kendes i dag, stammer fra Europa under Trediveårskrigen (1618–1648), da kroatiske lejesoldater i fransk service bar traditionelle halstørklæde bundet i små knuder, der fik interesse fra Paris' indbyggere. Som følge af forskallen mellem det kroatiske ord for kroatere, Hrvati, og det franske ord for samme, Croates, fik beklædningsgenstanden navnet "cravat". Drengekongen Ludvig 14. begyndte at bruger blondekravat omkring 1646, da han var omkring syv, og det blev snart populært blandt den franske adel. Denne nye del af beklædningen startede en ny mode i hele Europa, hvor både mænd og kvinder begyndte at bære en klud omkring halsen. Fra den introduktion af slipset af den franske konge, bar mænd kravat eller kalvekrøs der tog meget tid at sætte korrekt. Disse kravatter blev ofte bundet bundet på plads af forskellige snore og blev herefter bundet i en pertentlig sløjfe.
International Necktie Day (international slipsedag) bliver fejret den 18. oktober i Kroatien og i flere byer verden voer, heriblandt Dublin, Tübingen, Como, Tokyo og Sydney.

### 1680–1710: Steinkirk
Slaget ved Steinkirk fandt sted i 1692 og under dette slag bar flere prinser kravatter om halsen. De drejede enderne af stoffet og førte dem igennem igennem knaphullerne. Disse kravatter blev kendt som Steinkirks.

### 1710–1800
I 1715 begyndte en ny type halstørklæde at vinde frem, der blev kaldt "stocks". Navnet refererede  til en læderkrave med blonder bagpå, som blev båret af soldater for at lære dem at holde hovedet højt i deres uniformer. Læder-stocks gavn en vis form for beskyttelse til de store blodårer i halsen for sabel- og bajonethug. Der findes adskillige billeder af general Sherman der bærer en læderkrave af denne type på billeder fra borgerkrigen.
Disse kravet var oprindeligt blot et lille stykke musselin foldet til en tyndt bånd et par gange omkring skjortekraven, der blev sat fast i nakken med en nåle. De blev populære at bære blandt mænd med langt hår. Enderne blev stukket i en sort silkepose der hang i nakken. Det blev kendt som en poseparyk-frisure.
På et tidspunkt i slutningen af 1700-tallet begyndte kravatter atter at blive populære. Dette skyldes muligvis en gruppe unge mænd kaldet Macaroni (mode) (fra "Yankee Doodle"). disse unge englændere som kom tilbage fra Europa medbragte nye ideer om mode fra Italien. I Frankrig kaldte man lignende typer for incroyables.

### 1920'erne – i dag
Efter første verdenskrig blev slips med motiver en del af den socialt acceptable beklædning i USA. Bredden af slipsene var typisk omkring 11 cm. Disse flamboyante og "larmende" slips solgte godt helt frem til 1950'erne i USA.
I Storbritannien blev regimentsstriber brugt i slips siden 1920'erne. I Storbritannien gik striberne fra venstre skulde ned mod højre side. Personer fra bestemte regimenter (eller universiteter, skoler eller organisationer) bar slips med farver forbundet med isse steder. Da Brooks Brothers introducerede et lignende stribet slips i USA i begyndelsen af 1900-tallet gik striberne i stedet fra højre skulde ned mod venstre sider for at adskille dem fra de britiske slips.
Før anden verdenskrig blev slips båret væsentligt kortere end i dag, blandt andet fordi mænds bukser havde en højere talje (typisk helt oppe omkring navlen), og også fordi vesten stadig var en almindelig beklædningsgenstand, og længden på slipset var derfor ikke så vigtig da spidsen ikke kunne ses. Omkring 1944 begyndte slips at blive bredere, og det blev begyndelse på, hvad der senere blev kaldt "bold look". Slipsene afspejlede soldaternes ønske om at bryde med krigstidens uniformer. Bredden på slipsene var op mod 13 cm, og de var dekoreret med bl.a. art deco, jagtscener, naturskønne billeder og tropiske temaer, selvom de mere traditionelle designs stadig var tilgængelige. Længden var typisk omkring 120 cm.
Denne mode varede frem til omkring 1951, da "Mister T"-looket (navngivet af Esquire magazine), blev introduceret. Den nye stil der blev karakteriseret af taljerede jakkesæt, smallere revers og smalle hatteskygger, inkluderede smallere og mere afdæmpede slips. Bredden blev reduceret til omkring 7-8 cm i 1953, og blev fortsat smallere frem midten af 1960'erne. Længden blev forøget til omkring 130 cm, i takt med at man begyndte at gå i bukser med lavere talje. I 1950'erne var slips fortsat farverige, men dog mere afdæmpede end tidligere. Små geometriske former blev ofte brugt som mønster på en ensfarvet baggrund, og diagonale striber var også populære. I begyndelsen af 1960'erne blev mørke ensfarverede slips meget populære og de blev ekstremt smalle; helt ned til 2,5 cm.
I 1960'erne blev designet af slipsene også påvirket af popkunst. De første blev designet af Michael Fish da han arbejdede for Turnbull & Asser, og blev introduceret i Storbritannien i 1965. Termen Kipper tie var et ordspil over hans navn, da den refererede til den trekantede form på slipset. Den overdådige stil i slutningen af 1960'erne og begyndelsen af 1970'erne blev afløst af mere afdæmpede udtryk. De blev herefter atter bredere og nåede op mod 11 cm i bredden igen, nogle gange med meget skrigende farver og mønstre. Det traditionelle design fra 1930'erne og 1950'erne blev genopfundet, særligt med paisleymønstre. Slips begyndte også at blive solgt sammen med skjorter, og designerne begyndte at eksperimentere med farverne.
I 1980'erne blev slipsene atter smallere (omkring 8 cm), mens de i 1990'erne igen blev lidt bredere. Ligeledes blev besynderligere og abstrakte mønstre mere udbredte. Slips med komiske mønstre eller motiver, eller bevidst kitschede slips var også poplære i 1980'erne og 1990'erne. Disse motiver inkluderer tegneseriefigurer, forskellige kommercielle produkter eller ikoner fra populærkulturen. De var typisk lavet af billigere materialer som plastic eller træ. I denne periode bar mænd deres bukser med lav talje, og slipset blev derfor længere for at nå ned til bukselinningen.
I begyndelsen af 2000-tallet var slips atter lidt bredere og med en lang række forskellige mønstre tilgængelige. Standardlængden er omkring 140 cm, selvom det kan variere mellem 117 cm til 152 cm. Selvom det stadig er muligt at få relativt brede slips på mere end 9 cm, blev særligt smalle slips (nogle gange helt ned til 4-5 cm) populære, særligt blandt yngre mænd.